# سلم كينسي

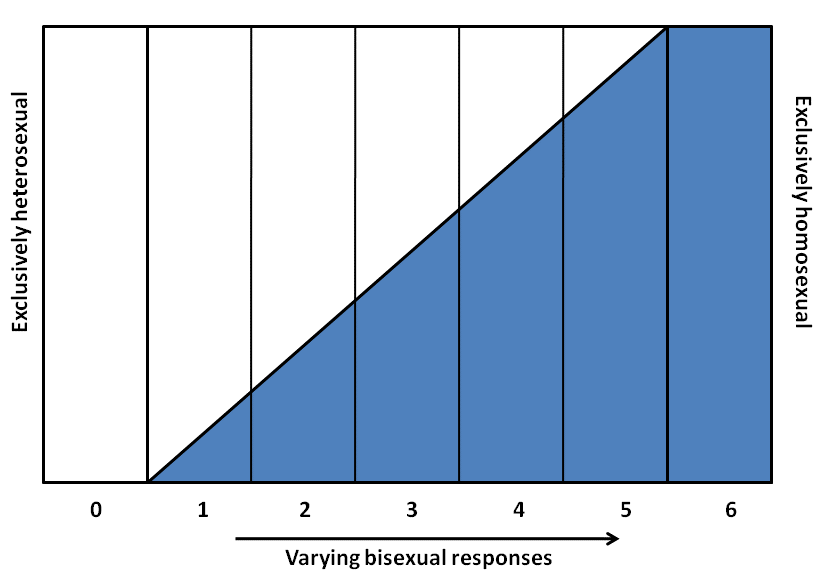
سلم كينسي للاستجابة الجنسية يوضح التنوع في درجات إزدواجية الميول الجنسية

سلم كينسي، المعروف أيضًا باسم سلم تقييم المغايرة-المثلية هو مقياس يستعمل في البحث الجنسي لوصف التوجه الجنسي للشخص أو جزءاً من نشاطه الجنسي في فترة معينة. يتدرج نطاق السلم من 0 (وتعني المغايرة التامة) إلى 6 (وتعني المثلية التامة). نشر كينسي ووردل بوميروي [الإنجليزية] وزملائهما هذا المصطلح في كتاب «السلوك الجنسي للرجل» عام 1948. وأيضاً في العمل الاستكمالي «السلوك الجنسي للمرأة» سنة 1953. من الرقم 1 إلى الرقم 5 هو نطاق ازدواجية التوجه الجنسي، وقد تم إضافة فئة X وهي اللاجنسية.

## خلفية تاريخية
يُعرف ألفريد كينسي، مبتكر سلم كينسي، باسم «أب الثورة الجنسية». أنشِئ سلم كينسي لإثبات أن النشاط الجنسي للفرد لا ينحصر بفئتين صارمتين: مثلي جنسيًا ومغاير جنسيًا. بدلًا من ذلك، اعتقد كينسي أن النشاط الجنسي مرن وقابل للتغير بمرور الوقت.
بدلًا من استخدام المحددات الاجتماعية والثقافية، استخدم كينسي بشكل أساسي تقييمات السلوك من أجل تصنيف الأفراد على السلم. احتوى سلم التصنيف الأول لكينسي على ثلاثين فئة تمثل ثلاثين دراسة حالة مختلفة، لكن مقياسه النهائي يحتوي على سبع فئات فقط. نُسق أكثر من 8000 مقابلة خلال بحثه.

لتقديم السلم، كتب كينسي:
| « | لا يمثل الذكور مجموعتين منفصلتين، المغايرين جنسيًا والمثليين جنسيًا. لا ينبغي تقسيم العالم إلى خِراف وماعز. من أساسيات التصنيف أن الطبيعة نادرًا ما تتعامل مع الفئات المنفصلة... يُعدّ العالم الحيّ سلسلةً مُتصلة في كل جانب من جوانبها. مع التأكيد على استمراريّة التدرجات بين تاريخ المغايرين جنسيًا حصريًا والمثليين جنسيًا حصريًا، فقد بدا من المرغوب فيه تطوير نوع من التصنيف يمكن أن يعتمد على الكميات النسبية للتجربة أو الاستجابة الجنسية بين المغايرين جنسيًا والمثليين جنسيًا في كل تاريخ [...]. قد يُعيّن موقع فرد ما على هذا السلم، لكل فترة في حياته. [...] يقترب سلم من سبع نقاط من إظهار العديد من التدرجات الموجودة بالفعل | » |

## محتويات السلم
يتراوح سلم كينسي من 0 لأولئك الذين أجريت معهم مقابلات ولديهم فقط رغبات أو تجارب جنسية مع الجنس الآخر إلى 6 لأولئك الذين لديهم رغبات أو تجارب مع نفس الجنس حصريًا، و1-5 لأولئك الذين لديهم مستويات مختلفة من الرغبة أو الخبرات مع كِلا الجنسين، بما في ذلك الرغبة العرضية أو المتقطعة في ممارسة نشاط جنسي مع نفس الجنس. ولم يُشر السلم إلى ما إذا كانوا ميزوا على أنهم من مغايرين جنسيًا أو مزدوجي التوجه الجنسي أو مثليين جنسيًا.
| الرتبة | الوصف                                       |
| ------ | ------------------------------------------- |
| 0      | مغاير تماماً                                 |
| 1      | مغاير في الغالب، مثلي عرضياً                 |
| 2      | مغاير في الغالب، مثلي أكثر عرضياً            |
| 3      | مزدوج التوجه الجنسي                         |
| 4      | مثلي في الغالب، مغاير أكثر عرضياً            |
| 5      | مثلي في الغالب، مغاير عرضياً                 |
| 6      | مثلي تماماً                                  |
| X      | لا وجود لاتصالات أو ردود فعل اجتماعية-جنسية |

أدرك كينسي أن الفئات السبع للسلم لا يمكنها أن تُحيط بشكل كامل بالنشاط الجنسي لكل فرد. كتب أنه «يجب الاعتراف بأن الواقع يشمل الأفراد من كل نوع وسيط، يقعون في سلسلة متصلة بين الطرفين وبين كل فئة على السلم». على الرغم من أن عالميّ الاجتماع مارتن س.وينبيرج وكولين ويليامز كتبا أنه، من حيث المبدأ، يمكن اعتبار الأشخاص الذين يصنفون في أي مكان من 1 إلى 5 مزدوجي التوجه الجنسي، لم يعجب كينسي استخدام مصطلح مزدوج التوجه الجنسي لوصف الأفراد الذين يمارسون نشاطًا جنسيًا مع كل من الذكور والإناث، مفضلين استخدام مصطلح مزدوج التوجه الجنسي بمعناه البيولوجي الأصلي باعتباره ثنائي الجنس؛ صرّح: «حتى يُثبت أن الذوق في العلاقة الجنسية يعتمد على الفرد الذي يحتوي في تشريحه على كل من البنى الذكرية والأنثوية، أو القدرات الفسيولوجية للذكور والإناث، فمن المؤسف أن نطلق على هؤلاء الأفراد ثنائيي التوجه الجنسي. كتب عالم النفس جيم مكنايت أنه في حين أن فكرة أن ازدواجية التوجه الجنسي هي شكل من أشكال التوجه الجنسي الوسيط بين المثلية الجنسية والمغايرة الجنسية مضمنة في سلم كينسي، فإن هذا المفهوم قد خصع لتحدي شديد منذ نشر كتاب المثلية الجنسية عام 1978، من قبل واينبرغ وعالم النفس آلان ب. بيل.
علاوة على ذلك، على الرغم من أن درجة X الإضافية المستخدمة تعني عدم وجود اتصالات أو ردود فعل اجتماعية-جنسية توصف اليوم بأنها لاجنسية، صرح عالم النفس جاستن جيه ليهميلر: «يؤكد التصنيف X في سلم كينسي على الافتقار إلى السلوك الجنسي، في حين أن التصنيف الحديث يؤكد تعريف اللاجنسية على الافتقار إلى الانجذاب الجنسي. وعلى هذا النحو، قد لا يكون سلم كينسي كافيًا لتصنيف اللاجنسية بدقة».